# Linia kolejowa 105 Debrecen – Nyírábrány
Linia kolejowa Debrecen – Nyírábrány – linia kolejowa na Węgrzech. Jest to linia jednotorowa, nie zelektryfikowana.

## Historia
Linia została oddana 5 czerwca 1871 roku.